# Pterostichus paulini paulini
Pterostichus paulini paulini é uma subespécie de insetos coleópteros pertencente à família Carabidae.
A autoridade científica da subespécie é Vuillefroy, tendo sido descrita no ano de 1868.
Trata-se de uma subespécie presente no território português.